# Salm-Reifferscheid-Bedburg
Salm-Reifferscheid-Bedburg fou un comtat del Sacre Imperi Romanogermànic format el 1639 per divisió del Salm Antic (coneguda des de 1628 com altgraviat Salm-Reifferscheid). Altgraviat equival a "terra antiga".
Aquesta branca es va dividir en tres el 1734:
- Salm-Reifferscheid-Bedburg
- Salm-Reifferscheid-Hainsbach
- Salm-Reifferscheid-Raitz

Salm-Reifferscheid-Bedburg fou rebatejat Salm-Reifferscheid-Krautheim el 1803 i el 1804 fou reconegut principat de l'imperi, però fou mediatitzat el 1806.